# Rial marocain
Le rial marocain, plus justement connu sous le nom de rial hassani est l'ancienne monnaie officielle du Maroc alaouite, de 1882, date de sa fondation par Hassan ben Mohammed à 1919, où il est remplacé par le franc marocain.

## Histoire monétaire
Durant le dernier tiers du XIXe siècle, le Maroc se développe sous l’impulsion du sultan Moulay el-Hassan. Celui-ci restaure l’autorité de l’État et insuffle un nouvel élan économique en le dotant d’une monnaie stable. Il crée le rial hassani en 1882, qui est une pièce en argent. Au départ, le rial pèse 29,11 g, soit un poids équivalent à peu de chose près à la pièce de 1 mithqal ou à l'ancienne pièce de huit réaux espagnole, mais il est rapidement ramené à 25 g, pour l'aligner sur le système de l'Union latine. Ainsi le rial équivaut à une pièce de 5 francs ou de 5 pesetas. Ses émissions sont réalisées par les ateliers monétaires de Paris, Londres et Berlin. Outre la mise en circulation des pièces d’argent, Moulay el-Hassan fait également frapper à Fès, au moyen d’un balancier acquis à Strasbourg, des pièces de bronze d’un type nouveau, de 1, 2, 5 et 10 mazunas. Cette politique monétaire est poursuivie par ses successeurs, jusqu’à son retrait définitif en 1919, à la suite d'une grave crise monétaire survenue au sortir de la Première Guerre mondiale,.
Le système de subdivision était le suivant : de 1882 à 1902, 1 rial vaut 10 dirhams ou 500 mazunas ou 200 fûlus. Après 1902, le fûlus disparaît.
En 1906, la conférence d'Algésiras fonde une banque centrale du Maghreb, la Bank al-makhzani al-maghribi, et introduit l'Empire chérifien dans le système bancaire international. 
Le sultan Moulay Youssef, signe en 1912 le décret (dahir) autorisant les ateliers français du protectorat à émettre depuis Paris des monnaies d'argent estampillés à son nom, peu à peu, le rial hassani subit une large surévaluation par rapport à ces nouvelles émissions et est thésaurisé ; sa surcote monte jusqu'à 16 contre 1. 
Dans l'intervalle, la Banque peut donc émettre ses propres billets libellé en rials, lesquels n'occupèrent que 40 % de la masse monétaire du pays.
En 1920, le franc marocain est établi par dahir, le rial marocain devenant une simple monnaie de compte populaire, d'une valeur de 5 francs marocains.

## Émissions monétaires

### Pièces de monnaie
En 1882, sont frappées des pièces en argent de ½, 1, 2½ et 5 dirhams, puis de 1 rial (10 dirhams). En 1902, sortent des ateliers locaux des pièces en bronze de 1, 2, 5 et 10 mazunas.
Le tirage de la pièce d'un rial en 1913 (datée hégire 1331) est de 4 217 549 unités, sorties des ateliers de la Monnaie de Paris, en un alliage composé de 90 % d'argent pur.

### Billets de banque
La Banque d'État du Maroc émet des billets à partir de 1910, pour des valeurs comprises entre 4 (40 francs) et 20 (200 francs) rials. Les dernières émissions datent de 1917.